# Blue Lake (Alaska)
Pour les articles homonymes, voir Blue Lake.
Blue Lake est un lac de barrage de 4,8 km de long situé à 133 m d’altitude, à 10 km de la ville de Sitka sur l'île Baranof.
Son nom lui a été attribué en 1910.
Un premier barrage a été construit en 1913 par Sitka Wharf and Power Company. Des intempéries ont endommagé l'ouvrage en 1943 et en 1947, et un nouveau barrage a été construit en 1958, qui a plus que doublé la superficie du lac qui est passée de 2 à 5 km2.